# Luis Majul
Luis Miguel Majul (Buenos Aires, 17 de mayo de 1961) es un periodista, empresario y productor argentino, ganador del premio Martín Fierro en 2010 y del Premio Konex de Platino en la disciplina Producción Periodística 2017.
Es fundador de La Cornisa Producciones que, desde el año 2000, desarrolla contenidos periodísticos y audiovisuales para televisión, radio, cine e internet.
En televisión conduce La Cornisa, los domingos a las 20:30,  +Nación de lunes a viernes a las 22 y 8 AM de lunes a jueves en La Nación +. También está al frente de #MAJUL1079 de lunes a viernes de 10 a 13 hs. en Radio El observador fm107.9
Es el fundador del primer espacio audiovisual de periodismo argentino denominado Margen del Mundo, donde se exhibe la muestra permanente De Walsh a Lanata, 40 años de Periodismo Argentino. En el lugar, ubicado en el barrio de Chacarita, también conviven la producción de La Cornisa con la 107.9 Radio Berlín y Margen del Mundo Café.
En 2023, junto a la empresa FLY TDF SA, adquiere la firma Radio Panda SRL, con la que pasa a ser socio y dueño (con el 33.3% del capital accionario) de la señal de radio El Observador, en el 107.9, junto a los empresarios Gerardo Werthein, Gabriel Hochbaum y Bettina Bulgheroni, esposa del millonario Alejandro Bulgheroni.
Luis Majul también es creador de Leer y Comer, la feria del libro y la gastronomía declarada de Interés Turístico Nacional y que ya lleva 14 ediciones.

## Trayectoria
Majul, con estudios secundarios en el Colegio Mariano Moreno, inició su carrera periodística en 1979.
En 1984, trabajó en la revista El Periodista de Buenos Aires. En 1985 trabajó en La Razón, de Jacobo Timerman.
En junio de 1993, comenzó su trabajo en la TV, como conductor de A dos voces con Marcelo Bonelli, hasta diciembre de 1995, por Todo Noticias. Fue columnista político de Nuevediario en 1996 y Telefé Noticias de 1997 a 1998, ese mismo año, en el  Diario Perfil, fue columnista durante un breve período de las secciones "Política" y "Periodismo".
En 1996 escribió un guion para la televisión sobre una serie policial llamada El Arcángel, que se emitió por Telefé.
En abril de 1999 comenzó a conducir La cornisa por una señal de cable, P&E. En el 2000 creó su productora, La Cornisa Producciones y su programa se emitió por un año en Canal 7. Desde abril de 2001 lo condujo por América TV, pero luego de veinte temporadas se retiró por motivos políticos (después de una editorial contra Cristina Kirchner).
Obtuvo el reconocimiento en el medio trabajando como comentarista de política en los programas de Jorge Jacobson (Primera Mano) y de Óscar Gómez Castañón (Tiempos modernos), ambos de Radio Continental.
En 2005 produjo Televisión Abierta, una idea original de Mariano Cohn y Gastón Duprat, que se emitió por Canal 7.
En octubre de 2006 se estrenó el documental Yo Presidente, con entrevistas a los exmandatarios de la Argentina, del que fue productor general y periodístico.
Desde noviembre de 2004 hasta 2009, condujo Hemisferio Derecho por Canal (á), un ciclo de entrevistas que profundizaba en las ideas y en la vida de los personajes de la cultura argentina y latinoamericana, del que surgió el libro Confesiones Argentinas.
En 2011, la Corte Suprema de Justicia de la Nación rechazó la demanda de daños y perjuicios de los hijos de Leopoldo José Melo,  uno de los socios originarios del diario Ámbito Financiero, contra Majul, por sus dichos en el libro Los nuevos Ricos de la Argentina. Tiburones al acecho.
En 2011, hizo una denuncia frente a la Justicia, presentando un video de una cámara oculta en el que un alto funcionario argentino aseguraba que tenía órdenes para actuar contra el programa La Cornisa. Por ende, decía ser objeto de persecución por parte del gobierno de Cristina Kirchner a través de la Administración Federal de Ingresos Públicos (AFIP) como consecuencia de la publicación de su libro.
En 2014, dio inicio al programa de televisión Un mundo con Periodistas en Canal (á).
En 2016, el Foro de Periodismo Argentino (FOPEA) se solidarizó con él por las amenazas anónimas que recibió contra su hijo, por haber entrevistado a un testigo protegido que declaraba en un caso de corrupción.
En 2019 condujo el programa La tarde de CNN de lunes a viernes, de 16 a 19, en CNN Radio Argentina. Y en 2020 hizo La Mañana de CNN, de lunes a viernes de 10 a 12.
Durante ese año, fue amenazado de forma anónima por sus críticas a Cristina Kirchner, la Vicepresidenta de la Nación. Ese año también fue amenazado, a través de Twitter, por el diputado kirchnerista Rodolfo Tailhade, quien quedó imputado ante la Justicia. Ese año fue vinculado a agentes de la Agencia Federal de Inteligencia. En la investigación, el periodista fue imputado por el supuesto armado de su programa con escuchas obtenidas de forma ilegal.
Está casado y su esposa es chef. Tienen dos hijos.

### Radio
Radio Uno 103.1
- La Cornisa

Radio Continental
- La Cornisa

Radio 10
- La Cornisa

Pop 101.5
- La Cornisa

Radio La Red
- Espíritu crítico

- La Cornisa

- Majul 910[21]

Radio Del Plata
- Libre

CNN Radio Argentina
- La tarde de CNN

- La mañana de CNN

Radio Rivadavia
- Esta Mañana

- Esta Tarde

### Televisión
Todo Noticias
- A dos voces

Canal 9
- Nuevediario

Telefe
- Telefe Noticias

P+E
- La Cornisa

Canal 7
- Tierra de periodistas: La Cornisa

América TV
- La Cornisa

- Sin límites

- La Información

- América Noticias

- Tres Poderes

Canal (á)
- Hemisferio Derecho

- Un mundo con Periodistas

A24
- 4 Días

La Nación +
- + Voces

- La Cornisa

- 8:30 AM

## Libros
- Por qué cayó Alfonsín, el nuevo terrorismo económico. Editorial Sudamericana, Bs. As., (1990)[22]
- Los dueños de la Argentina, la cara oculta de los negocios. Sudamericana, Bs. As., (1992) ISBN 950-07-0746-2
- Los dueños de la Argentina II, los secretos del verdadero poder. Sudamericana, Bs. As., (1994)
- Las máscaras de la Argentina. Editorial Atlántida, Bs. As., (1996)
- Los nuevos ricos de la Argentina, tiburones al acecho. Sudamericana, Bs. As., (1997) ISBN 950-07-1333-0
- Periodistas, qué dicen y qué hacen los que deciden en los medios. Sudamericana, Bs. As., (1999) ISBN 950-07-1541-4
- La iluminada (Una biografía sobre Elisa Carrió). Sudamericana, Bs. As., (2003).
- Confesiones Argentinas. Un viaje por el alma de las personas que admiro. Sudamericana, Bs. As., (2006). ISBN 950-07-2781-1
- El Dueño, historia secreta del expresidente Néstor Kirchner. Editorial Planeta, Bs. As., (2009) ISBN 978-950-49-2157-8
- El y Ella, Editorial Planeta, Bs. As., (2011) ISBN 978-950-49-2681-8
- Lanata. Secretos, virtudes y pecados del periodista más amado y más odiado de la Argentina.  Editorial Planeta, Bs. As., (2012)

## Premios
En mayo de 2010, con La Cornisa recibió de APTRA el premio Martín Fierro como mejor programa periodístico.
En 2017 recibió un Premio Konex de Platino en la disciplina Producción Periodística.

## Críticas

### Vinculación con el PRO y Mauricio Macri
Diversos medios han señalado la postura crítica de Luis Majul hacia el gobierno de Cristina Fernández de Kirchner. Durante esa gestión, La Cornisa Producciones S.A. dejó de recibir pauta oficial. En 2016, la Corte Suprema de Justicia ordenó que se le restituyera, al considerar que su exclusión había tenido carácter de censura indirecta.
Durante el gobierno de Mauricio Macri, Majul expresó públicamente su apoyo al entonces presidente y en 2019 llamó a votarlo en las elecciones presidenciales. Distintos sectores y periodistas lo han cuestionado por la relación entre su productora y contrataciones de pauta oficial por parte de administraciones de PRO.
En diciembre de 2015, la periodista Cynthia García afirmó que La Cornisa había facturado aproximadamente 14 millones de pesos en más de 300 contrataciones con el Gobierno de la Ciudad de Buenos Aires entre 2008 y 2014. Majul respondió con una demanda judicial por "daño moral".
En 2016 se difundió que el Gobierno de la Ciudad mantenía pauta en el portal margendelmundo.com.ar, de baja audiencia, por un valor de 12 000 pesos mensuales entre enero y noviembre. Ese mismo año, el Sistema Federal de Medios y Contenidos Públicos, dirigido por Hernán Lombardi, contrató a La Cornisa a través de la Universidad Nacional de Tres de Febrero por los derechos de exhibición de un video institucional de cuatro minutos, por un monto cercano al millón de pesos. Posteriormente, el diputado Rodolfo Tailhade (Frente para la Victoria) sostuvo que la productora había recibido en total unos 24 millones de pesos en pauta durante la gestión macrista.
En 2018, el portal El Disenso indicó que la gobernación bonaerense de María Eugenia Vidal contrató pauta publicitaria con la productora por 1,5 millones de pesos en cuatro meses. Ese mismo año, la Editorial Planeta reconoció que el libro Radiografía de la corrupción PRO, que atribuía a Majul contrataciones irregulares con el Gobierno de la Ciudad, se basaba en acusaciones falsas y sin sustento, lo que fue corroborado por instancias judiciales.
En el plano personal, su esposa, María Elizabeth Conte Grand, trabajó en el Senado de la Nación Argentina desde diciembre de 2015 en el equipo de la entonces vicepresidenta Gabriela Michetti. Según El Destape, Conte Grand declaró haber ejercido la tesorería de la Fundación SUMA durante nueve años, aunque no figuraba como empleadora registrada ante la AFIP.